# Соиров, Рустам Джамшидович
Рустам Джамшидович Соиров (12 сентября 2002, Душанбе) — таджикский футболист, нападающий сборной Таджикистана.

## Биография
Воспитанник клуба «Локомотив-Памир» (Душанбе), в 2019 году играл за этот клуб в первой лиге и стал победителем турнира. В 2020 году перешёл в сильнейший клуб Таджикистана — «Истиклол» (Душанбе). В первом сезоне забил 8 голов и был признан лучшим молодым игроком чемпионата Таджикистана, а также вошёл в число семи лучших молодых игроков Центральной Азии по версии АФК. В 2021 году забил 15 голов в чемпионате и стал вторым бомбардиром турнира после своего одноклубника Манучехра Джалилова (18 голов). Вместе с «Истиклолом» стал двукратным чемпионом страны (2020, 2021), финалистом Кубка Таджикистана (2021) и трёхкратным обладателем Суперкубка Таджикистана. Сыграл 12 матчей (1 гол) в Азиатской Лиге чемпионов и один матч в Кубке АФК. В начале 2022 года был на просмотре в белорусском БАТЭ.
В августе 2022 года перешёл в клуб «Левадия» (Таллин), подписав контракт до 2026 года. Стал вторым таджикским игроком в эстонской лиге после Табрези Давлатмира. Дебютировал в чемпионате Эстонии 28 августа 2022 года в матче против «Нымме Калью», заменив на 69-й минуте Мурада Велиева. Всего за половину сезона сыграл 5 матчей, во всех из них выходил на замены, и стал вместе с клубом вице-чемпионом Эстонии.
В начале 2023 года перешёл в клуб первой лиги Узбекистана «Локомотив» (Ташкент).
Выступал за сборные Таджикистана младших возрастов. Серебряный призёр чемпионата Азии среди 17-летних 2018 года. Участник финального турнира чемпионата мира среди 17-летних 2019 года, где сыграл во всех трёх матчах на групповой стадии и забил гол в ворота Аргентины. В составе сборной 23-летних добился права выхода в финальный турнир Кубка Азии 2022 года, однако прямо перед финальным турниром был отчислен тренером Аслиддином Хабибуллоевым за нарушение режима.
В национальной сборной Таджикистана дебютировал 7 ноября 2020 года в товарищеском матче против Бахрейна. Победитель международного турнира King’s Cup в Таиланде (2022).

## Достижения
- Чемпион Таджикистана: 2020, 2021
- Финалист Кубка Таджикистана: 2021
- Обладатель Суперкубка Таджикистана: 2020, 2021, 2022
- Серебряный призёр чемпионата Эстонии: 2022